# کومپوتس
کومپوتس (به مجاری:  Kömpöc) یک منطقهٔ مسکونی در مجارستان است که در ناحیه کیش‌کون‌مایشا واقع شده‌است. کومپوتس ۳۰ کیلومتر مربع مساحت و ۸۰۳ نفر جمعیت دارد.